# Верхний Авнев
Верхний Авнев (осет. Уæллаг Аунеу) — село в Закавказье к западу от Цхинвала. Согласно административно-территориальному делению Южной Осетии, фактически контролирующей село, расположено в Знаурском районе, согласно административно-территориальному делению Грузии — в Карельском муниципалитете.

## География
Расположено на реке Проне Восточная на юго-востоке Знаурского района между сёлами Авнев к северу и Тулдзыта (Дидмуха) к югу.

## Население
Перепись населения 2015 года (проведённой властями Южной Осетии) зафиксировала в селе 38 жителей.

## Топографические карты
- Лист карты K-38-64 Цхинвали. Масштаб: 1 : 100 000. Состояние местности на 1987 год. Издание 1989 г.